# Décembre 1927

## Événements
- Réunion annuelle du Congrès national indien à Chennai. Il décide le boycott de la commission Simon et réclame l'indépendance du pays.

- 2 - 19 décembre : la faction de Staline l'emporte définitivement sur la faction de Léon Trotski lors du XVe Congrès du Parti communiste de l'Union soviétique qui avalise les expulsions de Trotski et Zinoviev et expulse Kamenev.

- : premier vol du de Havilland Giant Moth (en:de Havilland Giant Moth).

- 12 décembre : les agents soviétiques organisent un mouvement révolutionnaire à Canton qui sera détruit par Tchang Kaï-chek. Les communistes se replient vers les campagnes.

- 13 décembre : le pilote américain Charles Lindbergh relie New York et Mexico (3 500 km) en 27 heures et 13 minutes sur son Spirit of St. Louis.

- 20 décembre : premier vol du Bartel BM-4.

- 24 décembre[1] : loi sur les conventions collectives aux Pays-Bas.

- 27 décembre : fondation du parti national du Viêt Nam (Việt Nam Quốc Dân Đảng) par Nguyen Thai Hoc, qui veut expulser les Français avec l'aide de la Chine. Le parti est brisé après l'échec de la Mutinerie de Yên Bái (10 février 1930).

## Naissances
- 4 décembre : Gae Aulenti, architecte, architecte d'intérieur et théoricienne d'architecture italienne († 31 octobre 2012).
- 5 décembre : Bhumibol Adulyadej, Roi de Thaïlande (Rama IX † 13 octobre 2016) Thaïlande
- 6 décembre : Nicolás Pérez González, chanteur et compositeur paraguayen († 16 mai 1991).
- 7 décembre : Henri Zajdenwergier, déporté français, survivant de la Shoah († 20 mai 2024).
- 8 décembre : Vladimir Shatalov, cosmonaute soviétique († 15 juin 2021).
- 14 décembre : Jean-Paul Sac, un résistant français mort à 16 ans († 28 novembre 1944).
- 17 décembre : Ignacy Sachs, économiste franco-polonais († 2 août 2023).
- 18 décembre : 
  - Roméo LeBlanc, gouverneur général du Canada († 24 juin 2009).
  - Ramsey Clark, personnalité politique américaine († 9 avril 2021).
- 20 décembre : Jacques Priot, officier français, décoré de la Légion d'Honneur (au grade de commandeur) [2]
- 24 décembre : 
  - Richard Highton, zoologiste américain.
  - Mary Higgins Clark, écrivain américaine († 31 janvier 2020).
  - Diane de Margerie, femme de lettres française († 25 août 2023).
- 25 décembre : Ram Narayan, musicien indien († 9 novembre 2024).
- 28 décembre : Edward Babiuch, personnalité politique polonaise († 2 février 2021).
- 30 décembre : Robert Hossein, acteur et metteur en scène français († 31 décembre 2020).